# 麻哈没的
麻哈没的（Muhammad I ibn Pulad，?—?），察合台汗国第22代可汗，寬闍的孙子。1342年，麻哈没的继位。关于麻哈没的可汗的纪录很少，但从他的名字来看，他也应该信奉伊斯兰教。